# 普惠JT9D
普惠JT9D發動機是第一款供廣體飛機使用的高涵道比渦輪扇發動機，於1960年代中期研發，在波音747-100上最先投入使用。JT9D也是普惠生產的第一款高涵道比渦扇發動機，應用於波音747、波音767、空中巴士A300、空中巴士A310、麥道DC-10等機型。

## 設計及發展

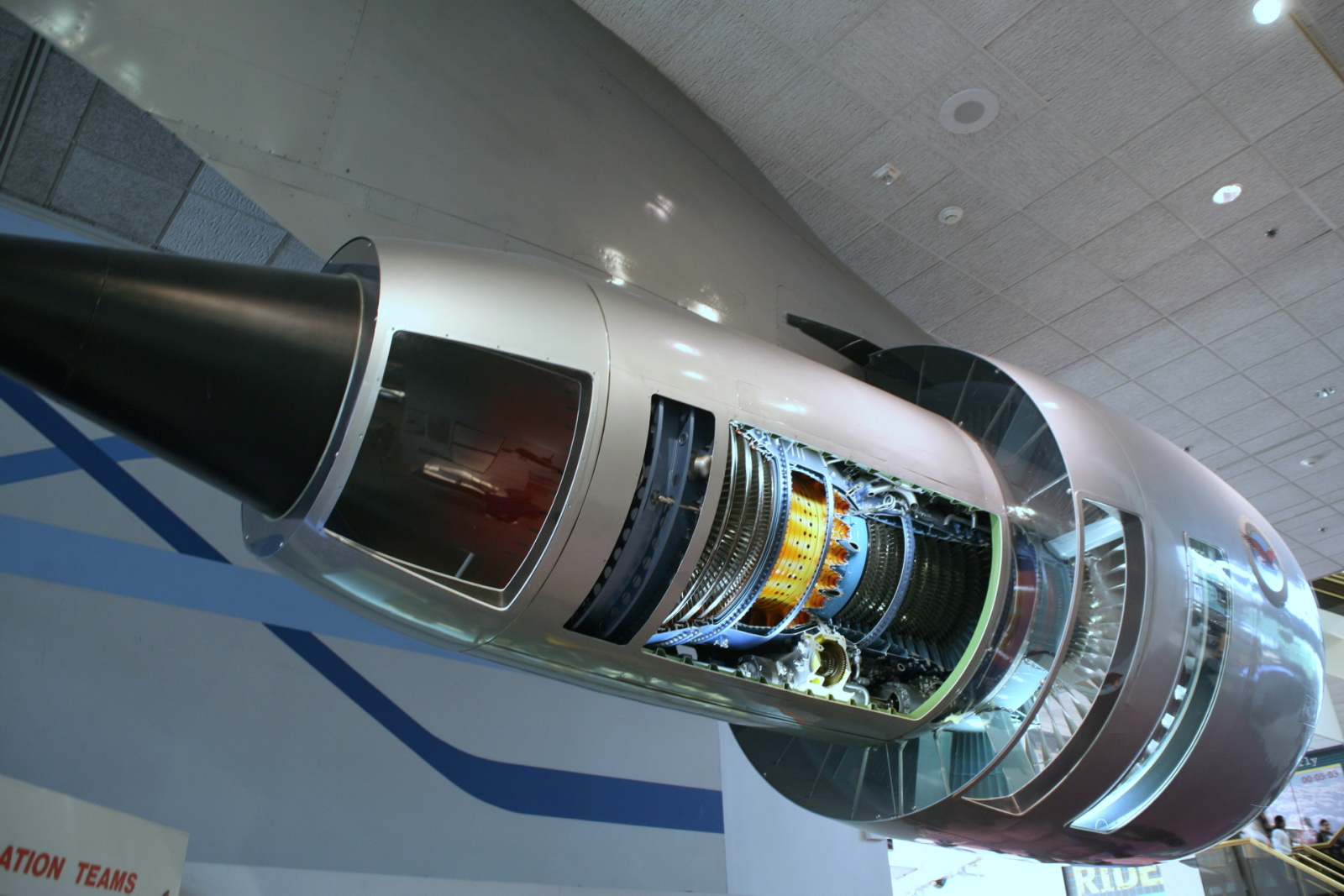
JT9D（747系列的整流罩）的剖視圖

JT9D發動機最初屬於C-5運輸機設計方案的一部分，當時普惠與通用電氣正為C-5的發動機競標，普惠著手研究為大型飛機提供動力的發動機，但其競爭對手通用电气航空的TF39發動機最終得標，波音後來採用了普惠的JT9D發動機以供當時正在開發的波音747使用。而在波音747於1969年2月9日首飛前，普惠在一架B-52E轟炸機上測試了JT9D發動機。
JT9D系列的最早型號JT9D-3於1970年投入使用，由钛镍合金製造，使用單級風扇，三級低壓壓氣機、十一級高壓壓氣機、雙級高壓渦輪機和四級低壓渦輪機。這一版本的JT9D發動機重量達8,608磅（3,905），推力43,500磅力（193,000牛頓）。而最初為波音E-4A空中指揮機提供動力的JT9D引擎被稱為普惠F105。JT9D發動機於1990年停產，後繼者為部件更少、可靠性更高、基礎售價更低的普惠PW4000系列。

## 應用

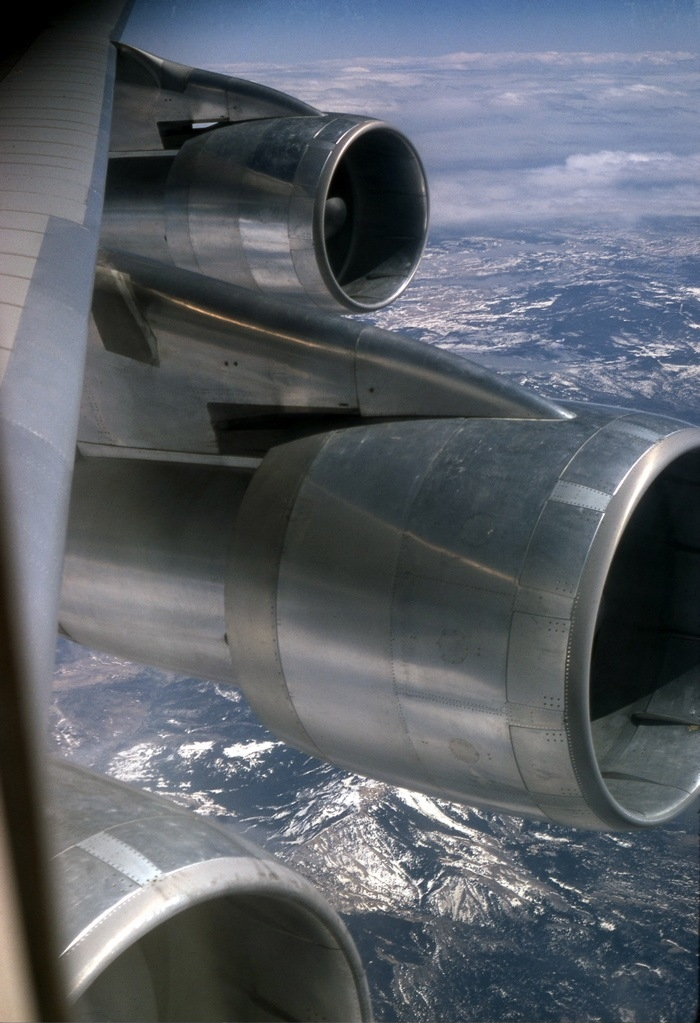
搭載在聯合航空一架波音747-122上的JT9D-7A型發動機

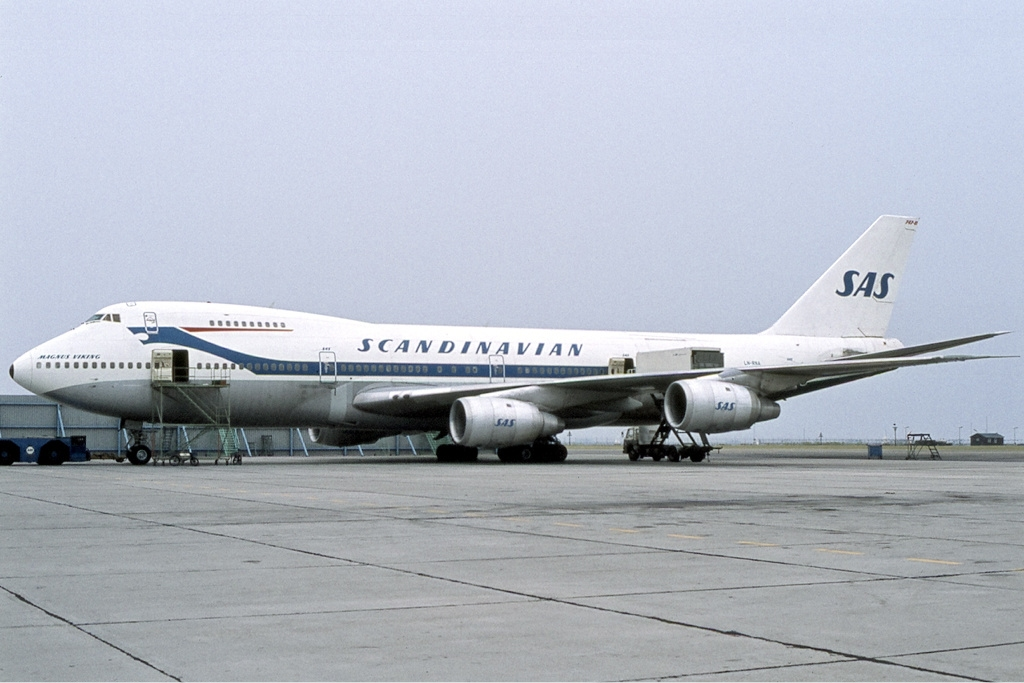
北歐航空一架裝有JT9D-70A發動機的波音747-283BM

- 空中客车A300B4-120/-220/-620
- 空中客车A310-200
- 波音747-100/-200/-SR/-SP/-300
- 波音767-200/-300
- 麦道DC-10-40

## 規格（JT9D-7系列）
数据来源： 

### 概况
- 类型： 雙轉子高涵道比渦輪風扇發動機
- 长度： 128.2英寸（3,260）
- 直径： 92.3英寸（2,340）（扇葉尖）
- 淨重： 8,608磅（3,905）

### 组件
- 压缩机： 單級風扇，三級低壓壓氣機，十一級高壓壓氣機
- 燃烧室： 環形燃燒室
- 涡轮： 雙級高壓渦輪機和四級低壓渦輪機
- 燃料类型： 航空煤油（一般是Jet A-1）
- Oil system: 壓力噴霧（換氣）

### 性能
- 最大推力： 46,300至50,000磅力（205.95至222.41千牛頓）（起飛）
- 总压比： 總體23.4:1（風扇1.64:1）
- 旁通比： 5.0:1
- 燃料消耗率： 約0.6 lb/lbf/hr (61.16 kg/kN/hr)  航速0.8馬赫，高度35,000英尺（11,000）[3]
- 推重比： 5.4至5.8

| 型號         | 靜推力                     | 淨重             | 長度               | 風扇直徑          | 應用機型                       |
| ------------ | -------------------------- | ---------------- | ------------------ | ----------------- | ------------------------------ |
| JT9D-3A      | 45,800磅力（203.73千牛頓） | 8,608磅（3,905） | 128.2英寸（3,260） | 92.3英寸（2,340） | 波音747-100                    |
| JT9D-7       | 47,900磅力（213.07千牛頓） | 8,850磅（4,010） | 128.2英寸（3,260） | 92.3英寸（2,340） | 波音747                        |
| JT9D-20      | 49,400磅力（219.74千牛頓） | 8,450磅（3,830） | 128.2英寸（3,260） | 92.3英寸（2,340） | 麦道DC-10/波音747              |
| JT9D-7Q/7Q3  | 53,000磅力（235.76千牛頓） | 9,295磅（4,216） | 132.1英寸（3,360） | 93.6英寸（2,380） | 波音747                        |
| JT9D-59A/70A | 53,000磅力（235.76千牛頓） | 9,155磅（4,153） | 132.2英寸（3,360） | 93.6英寸（2,380） | 麦道DC-10/波音747/空中客车A300 |
| JT9D-7R4D/D1 | 48,000磅力（213.51千牛頓） | 8,905磅（4,039） | 132.7英寸（3,370） | 93.4英寸（2,370） | 波音767/空中客车A310           |
| JT9D-7R4G2   | 54,750磅力（243.54千牛頓） | 8,935磅（4,053） | 132.7英寸（3,370） | 93.4英寸（2,370） | 波音747                        |
| JT9D-7R4H1   | 56,000磅力（249.10千牛頓） | 8,885磅（4,030） | 132.7英寸（3,370） | 93.4英寸（2,370） | 空中客车A300                   |